# Wigandia urens
Wigandia urens là loài thực vật có hoa trong họ Mồ hôi. Loài này được (Ruiz & Pav.) Kunth miêu tả khoa học đầu tiên năm 1819.